# Український домовод
«Український домовод» (рос. дореф. Украинскій домоводъ) — господарський місячник, присвячений тваринництву і переробці його продуктів, виходив у Харкові у 1817 році. Видавець і редактор Ф. Пільгер.
Видання [«Украинскаго Домовода»] Помилка: {{Lang}}: невпізнаний код мови: ru-dor (допомога) припинила цензура за критику урядових кіл, що належно не дбали про освіту і добробут села.